# Horsfieldia sucosa
Horsfieldia sucosa är en tvåhjärtbladig växtart. Horsfieldia sucosa ingår i släktet Horsfieldia och familjen Myristicaceae.

## Underarter
Arten delas in i följande underarter:
- H. s. bifissa
- H. s. sucosa